# Hadrosticta viridiflua
Hadrosticta viridiflua är en skalbaggsart som beskrevs av Ernst Gustav Kraatz 1892. Hadrosticta viridiflua ingår i släktet Hadrosticta och familjen Cetoniidae. Inga underarter finns listade i Catalogue of Life.